# Compañía Sueca de las Indias Occidentales

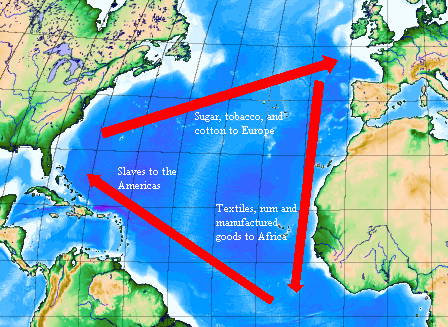
Representación del modelo clásico del comercio triangular.

La Compañía Sueca de las Indias Occidentales (en sueco: Svenska Västindiska Kompaniet) fue una compañía privilegiada sueca con sede en las Indias Occidentales. Fue el principal operador de la trata de esclavos sueca durante su existencia.
Entre 1786 y 1805, la compañía operó desde la isla sueca de San Bartolomé. Era una empresa privada con el monopolio real sobre todo el comercio sueco a través de San Bartolomé. Tres cuartas partes de las ganancias se destinaban a la compañía y una cuarta parte al estado sueco.

## Operaciones de la empresa
La Compañía de las Indias Occidentales se fundó el 31 de octubre de 1786 a propuesta del secretario de Estado sueco, John Liljencrantz. Según su propuesta, la compañía se constituiría el 1 de enero de 1787 por un período de 15 años. La compañía buscó acciones de empresarios ingleses, y el rey Gustavo III de Suecia poseía el 10% de las acciones, lo que lo convertía en el mayor accionista. Aunque la compañía tenía su sede en Estocolmo, sus principales actividades comerciales se desarrollaban en Gustavia, en la isla de San Bartolomé. El objetivo principal de la compañía no era sólo abrir el comercio entre Suecia y las fuerzas restantes de Nueva Suecia en el Caribe y América del Norte, sino también monopolizar ese comercio.
Debido a que la Compañía de las Indias Occidentales también interfería en los asuntos coloniales y violaba la facultad de la administración colonial para obtener beneficios del comercio, ambas partes tuvieron numerosas disputas. Las ganancias del comercio se dividían: el rey recibía una cuarta parte y la Compañía de las Indias Occidentales, tres cuartas partes. El artículo 14 de los estatutos de la compañía estipulaba que tenía derecho a participar en la trata de esclavos entre África y el Caribe. Se trataba de un comercio triangular: los esclavos africanos se enviaban al Caribe, el azúcar, el algodón y el tabaco del Caribe se enviaban a Europa, y las telas, las armas y las bebidas alcohólicas europeas se enviaban a África.

## Historia

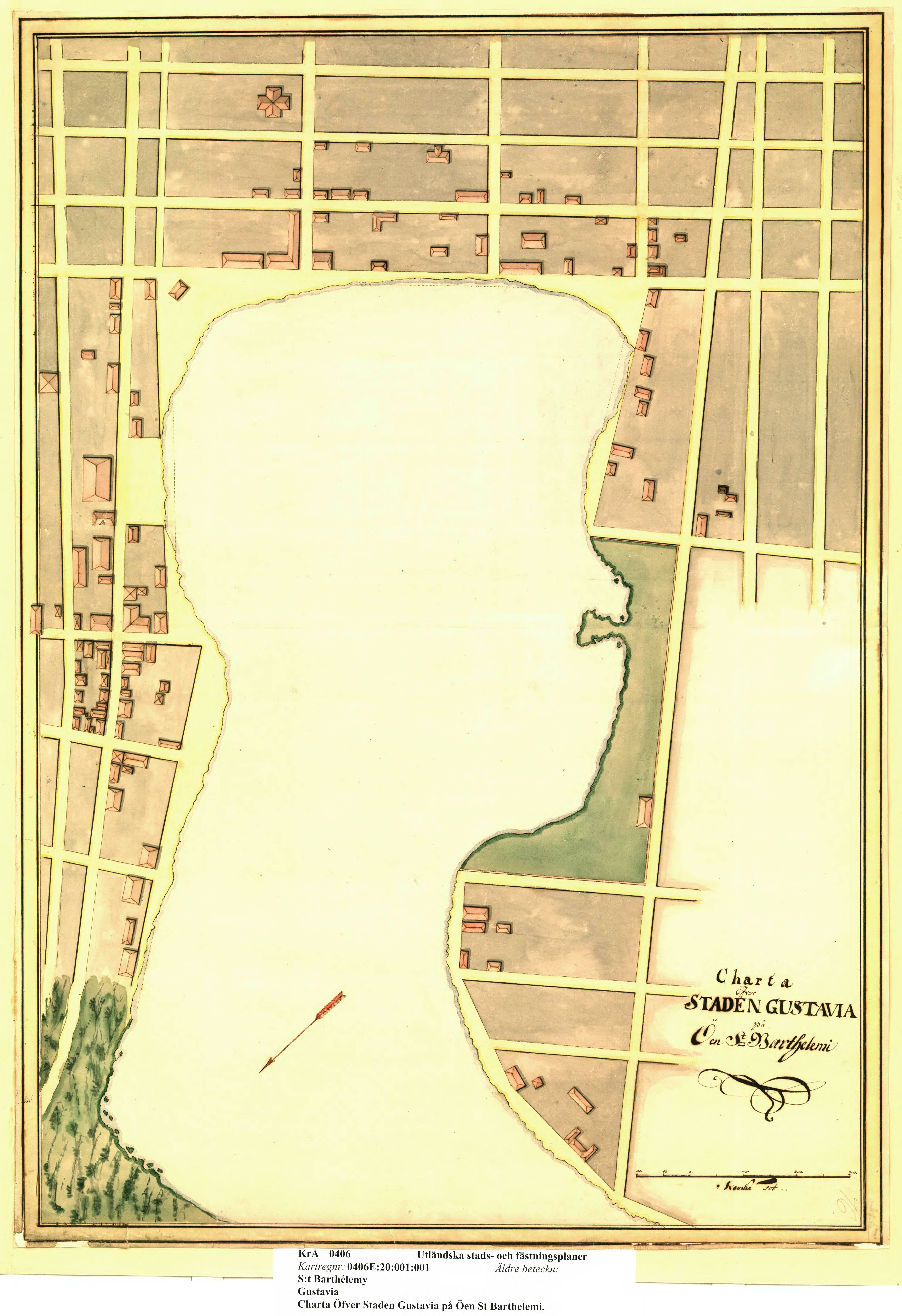
Mapa de Gustavia en San Bartolomé, c. 1796

San Bartolomé fue designado puerto franco en 1785. Tras la fundación de la Compañía de las Indias Occidentales en 1787, esta se preparaba para explorar África por primera vez. Sin embargo, debido al estallido de la guerra entre Suecia y Rusia en 1788, los comerciantes y empleados de la compañía solo podían comerciar de forma privada.
La isla de San Bartolomé fue durante un tiempo un centro de tráfico de esclavos, del cual solo una pequeña proporción se transportaba en barcos suecos. Según los archivos del gobierno sueco, entre los siglos XVII y XIX, los barcos suecos transportaron esclavos solo unas 50 veces, mientras que en esa época se registraron 34.941 transportes de esclavos a través del Atlántico. Hay 10 barcos en el archivo registrados como suecos, y cuatro de ellos tienen su origen sueco marcado en sus cascos. Dado que los barcos suecos representaban solo el 0,02 % de todos los barcos de transporte de esclavos y el 0,14 % del número total de transportes de esclavos, Suecia solo participó en una pequeña parte de la trata de esclavos. Por lo tanto, la Compañía de las Indias Occidentales no registró los registros de la trata de esclavos por separado.
El transporte marítimo comenzó a decaer en 1794, lo que llevó a la Compañía de las Indias Occidentales a solicitar asistencia financiera del estado. Aunque solicitó una extensión de la patente comercial en 1801, solo había unas pocas operaciones de transporte marítimo en ese momento. La patente fue finalmente revocada en 1805, y los aranceles y otros ingresos fueron directamente al gobierno, lo que indicaba que la época dorada del libre comercio de la Compañía de las Indias Occidentales había terminado. El 22 de mayo de 1805, la Compañía Sueca de las Indias Occidentales se disolvió oficialmente.

## Otras empresas suecas privilegiadas
La compañía no debe confundirse con la Compañía Sueca del Sur del siglo XVII, también llamada Compañía Nueva Suecia, más conocida por establecer Nueva Suecia en la región de Delaware (o gran parte del actual Valle de Delaware), que operó entre 1638 y 1655.